# Бозелла, Дьюи
Дьюи Бозелла (англ. Dewey Bozella, 1959) — один из самых старых боксёров-дебютантов на профессиональном ринге.

## Биография
В 1983 году боксер-любитель Дьюи Бозелла был приговорён по делу об убийстве 92-летней Эммы Крэспер. Женщина умерла после ограбления в 1977 году. В 1990 году Бозелла был повторно осуждён, на этот раз — пожизненно. Бозелла отбывал срок в тюрьме Синг-Синг, став там чемпионом в полутяжёлом весе. В заключении он совершенствовал и своё образование, получив степени двух колледжей.
Бозелла вышел из тюрьмы 26 лет спустя, когда группа юристов добилась пересмотра дела. В 2011 году Бозелла, которому уже исполнилось 52 года, провёл свой первый и единственный поединок на профессиональном ринге. Перед боем ему с пожеланиями удачи позвонил Барак Обама. Бозелла выиграл по очкам в четырёх раундах. Освободившись, он также подал иск на сумму 25 млн долларов против округа Датчесс (штат Нью-Йорк), чей суд приговорил Бозеллу к заключению. Дело было решено в досудебном порядке — Дьюи Бозелла получил 7,5 млн долларов.